# Tsietsi Mashinini
Pour les articles homonymes, voir Mashinini.
Teboho Macdonald Mashinini, dit Tsietsi Mashinini, né le 27 janvier 1957 à Soweto (Afrique du Sud) et mort en 1990 à Conakry (Guinée), est un combattant révolutionnaire en lutte contre l'Apartheid.
Il fut avec Steve Biko l'un des principaux leaders des émeutes de Soweto le 16 juin 1976, au cours desquelles 15 000 à 20 000 lycéens s'insurgèrent contre la décision du gouvernement de faire de l'afrikaans la langue unique dans les classes. Tsietsi Mashinini est décrit comme un « prophète de la non-violence au 20e siècle ».
Exilé à partir de 1977, il meurt en 1990 à Conakry, en Guinée, dans des circonstances mal élucidées.

## Biographie

### Famille et études
Tsietsi Mashinini est issu d'une famille de Soweto, le plus grand  township de Johannesburg dans la province du Transvaal.
Second fils de Ramothibi et Nomkhitha Mashinini, il avait 10 frères et deux sœurs jumelles.
Charismatique et bon orateur, Tsietsi Mashini présidait un groupe de discussion au lycée Morris Isaacson de Soweto, où son amour de la littérature incita un de ces camarades à le surnommer « l'ami de Shakespeare en Afrique ». Tsietsi Mashinini était aussi président de la guilde des jeunes méthodistes et écrivain pour les hors-séries du quotidien Rand Daily Mail.

### Engagement syndical et politique
Tsietsi Mashinini est l'un des plus célèbres leaders des émeutes de Soweto du 16 juin 1976.
Le 13 juin 1976, il présida un grand meeting réunissant des centaines d'étudiants au Centre communautaire Donaldson Orlando où il suggéra d'organiser une grande manifestation pour protester contre la décision du gouvernement de faire de l'afrikaans la seule langue d'instruction dans les écoles.
Dans un élan oratoire afin d'exalter les étudiants encore hésitants à le suivre, Tsietsi Mashinini assimila la marche étudiante à la célèbre Charge de la Brigade Légère en déclamant un vers du poème d'Alfred Tennyson : Oh the wild charge they made !. Il fut élu coprésident du comité d'action des étudiants et eut son soutien pour l'organisation de la manifestation. Il choisit la date du 16 juin 1976, jour des examens.
Avec le comité d'action il planifia les différentes étapes de la marche, depuis le départ du lycée Naledi aux heures précises de ralliement des étudiants à chaque école traversée, avant le rassemblement final au stade d'Orlando. La manifestation devait ainsi traverser tout Soweto du sud-ouest au nord-est du township. Mashinini donna comme principale consigne aux étudiants de rester disciplinés et de ne surtout pas se laisser aller à la violence.
Le 16 juin, à 8 heures du matin, après une séance de prière, les étudiants déployèrent leurs banderoles comportant les inscriptions « Assez de l'Afrikaans » ou « Assez de l'éducation pour Bantous » (le terme de Bantou était utilisé de manière péjorative pour désigner les populations noires d'Afrique du Sud).
C'est au cri d'« Amandla » (« Énergie » ou « Intensité » en dialecte sud-africain) que Tsiesti Mashinini dirigea les étudiants hors des portes du lycée Naledi. Au fil de la marche, il réussit à rallier à la manifestation des milliers d'étudiants provenant d'écoles sur le trajet menant au stade d'Orlando.
Quand la manifestation se retrouva face à la police, Mashinini avait réussi à réunir autour de lui le nombre impressionnant de 15 000 à 20 000 étudiants devant lesquels il devait faire un grand discours de protestation afin d'obtenir du gouvernement le retrait de la réforme.
La manifestation pacifique tourna cependant à l'émeute après que les policiers eurent demandé la dispersion des manifestants puis lâché les chiens sur la foule. Craignant une issue sanglante, Tsietsi Mashinini exhorta sans succès les étudiants à retourner chez eux.
Les émeutes de Soweto, par leur ampleur sans précédent (la révolte s'étendit très vite à de nombreux autres township du pays), devinrent vite le symbole de la lutte étudiante contre les injustices de l'apartheid et érigèrent Tsietsi Mashinini en héros populaire.
Le jeune homme de 19 ans passa les jours qui suivirent à se cacher de la police et deux mois plus tard, quitta le pays à jamais.

### Exil et désaveu
En exil en Guinée via le Botswana et le Nigeria, il épousa Welma Campbell, alors Miss Liberia. Le couple a eu deux enfants puis divorça deux ans plus tard.
Il vécut ensuite aux côtés de Bageot Bah, l'ex-mari de Miriam Makeba.

### Une mort controversée
Officiellement mort de maladie selon le certificat de décès, les rumeurs affirmèrent que Tsietsi avaient en fait été assassiné. Cette supposition reposait sur le fait que son cadavre aurait présenté des traces de coups, notamment un œil exorbité. Il aurait été victime de brutalités policières selon les uns, du gouvernement guinéen selon les autres voire de gangsters ou d'adversaires politiques de l'ANC.
Selon Lynda Schuster, journaliste au Wall Street Journal et auteur du livre Burning Hunger : One Family's Struggle Against Apartheid, Bageot Bah aurait affirmé à sa famille que Tsietsi Mashinini était en fait mort du sida.

### Un héritage revendiqué
Sa mort a fait l'objet de vifs débats, chaque mouvement politique essayant de s'approprier sa mémoire. L'AZAPO et l'ANC tentèrent particulièrement de contrôler l'organisation de ses funérailles pour en faire l'un des leurs afin que chacune puisse légitimement revendiquer la paternité des émeutes de Soweto.
L'AZAPO affirme ainsi que Mashinini était un membre de la Conscience noire ce que dément sa famille. Par ailleurs, selon Lynda Schuster, il n'était pas non plus membre de l'ANC avec qui il était en profond désaccord.